# Iwaniwka (hromada Iłarionowe)
Iwaniwka (ukr. Іванівка) – wieś na Ukrainie, w obwodzie dniepropetrowskim, w rejonie synelnykowskim, w hromadzie Wasylkiwka. W 2001 liczyła 156 mieszkańców.